# Hrabina Marica
Hrabina Marica (niem. Gräfin Mariza) – operetka Imre Kálmána w trzech aktach z 1924 roku. Premiera miała miejsce w Wiedniu w Theater an der Wien 28 lutego 1924 roku. Libretto zostało napisane przez Juliusa Brammera i Alfreda Grünwalda.
Powstało kilka wersji kinowych – 1958, 1974.

## Okoliczności powstania utworu
W październiku 1923 roku zmarł Wilhelm Karczag, dyrektor Theater an der Wien. Dyrekcję objął po nim jego zięć, 36-letni aktor i śpiewak Hubert Marischka. Marischka, który wiele podróżował, oglądając nowości na scenach Nowego Jorku, Paryża czy Londynu szukał nowej formuły dla swego teatru. Lansował wystrój niemal rewiowy, bogatą wystawę i operetkę utanecznioną, efektowną, niestroniącą od nowych rytmów i humoru. Pozyskał znakomitego młodego komika Hansa Mosera, znakomitego aktora charakterystycznego Maxa Hansena, utrzymał w zespole pięknie śpiewającą Betty Fischer i potrzebował dobrej premiery na rozpoczęcie działalności. W tym celu zwrócił się do Kálmána, który – wspólnie z Brammerem i Grünwaldem – odniósł już sukces trzy lata wcześniej Bajaderą. Teraz przedstawili Marischce utwór jeszcze lepszy, choć oparty na starym libretcie.

## Osoby
| Rola                                                 | Głos         | Aktor z premiery 28 lutego 1924 |
| ---------------------------------------------------- | ------------ | ------------------------------- |
| Hrabina Marica                                       | sopran       | Betty Fischer                   |
| Hrabia Tassilo Enrödy-Wittemburg                     | tenor        | Hubert Marischka                |
| Książę Populescu                                     | baryton      | Richard Waldemar                |
| Baron Koloman Zsupán                                 | tenor        | Max Hansen                      |
| Lisa, siostra hrabiego Tassila                       | sopran       | Elsie Altmann                   |
| Księżna Bożena Cudenstein, z Chlumec, ciotka Tassila | alt          |                                 |
| Peniżek, kamerdyner księżnej Cudenstein              | rola mówiona | Hans Moser                      |
| Ilka, przyjaciółka Maricy                            | alt          |                                 |
| Mina, Cyganka                                        | sopran       |                                 |
| Karol Stefan Liebenberg, baron, przyjaciel Tassila   | rola mówiona |                                 |
| Czeko, stary sługa Maricy                            | rola mówiona |                                 |

## Treść

### Akt I
Hrabina Marica, właścicielka rozległego majątku ziemskiego, od lat do niego nie zagląda, dzieląc swój czas między Paryż, Wiedeń i Budapeszt. Opiekę nad majątkiem sprawuje nowy rządca, Bela Török, który pracę znalazł z ogłoszenia w gazecie i nigdy nie widział swej chlebodawczyni. Referencje wystawił mu hrabia Tassilo Enrödy-Wittemburg, czyli on sam. Zdecydował się na tę mistyfikację chcąc spłacić długi swego ojca utracjusza i zdobyć posag dla swej siostry Lisy, przebywającej na pensji w stolicy i nic nie wiedzącej o rodzinnych kłopotach. Jedyny wtajemniczony przyjaciel Tassila, baron Karol Liebenberg, przybywa właśnie z wiadomością, że wszystkie operacje finansowe zostały pomyślnie przeprowadzone i na majątku Tassila nie ciąży już żaden dług. Karol dziwi się, że przyjaciel nie chce skorzystać w kłopocie z pomocy bogatej ciotki, księżnej Cudenstein. Tassilo chce jednak sam wybrnąć z kłopotów.
Do rozmawiających przyjaciół zbliża się książę Populescu, należący do grona zakochanych w Maricy birbantów, z wiadomością, że jeszcze dzisiaj w tutejszym majątku odbędą się zaręczyny hrabiny Maricy z nieznanym nikomu baronem Żupanem. Jakoż hrabina nadjeżdża wraz z gośćmi. Witają ją chłopi z jej majątku i cygańska kapela (Gdy cygańska piosnka płacze). Hrabina zawiadamia, że narzeczony nie mógł przybyć i zaręczyny odbędą się bez niego. Marica poznaje też nowego rządcę; Tassilo podoba się jej, choć nie daje tego po sobie poznać. Tassilo spotyka wśród gości swą siostrę i zmuszony jest objaśnić jej rodzinną sytuację i powody swej pracy w majątku Maricy. Lisa jednak nie wierzy bratu; sądzi, że czyni to dla żartu albo z miłości. Obiecuje jednak nie wydać brata.
Tymczasem Marica zwierza się przyjaciółce Ilce, że baron Żupan w ogóle nie istnieje. Jego nazwisko Marica zapożyczyła z operetki Straussa Baron cygański, a fikcyjny narzeczony ma być obroną przed natrętnym zalotnikami, polującymi na jej majątek. Intryga hrabiny przybiera nieoczekiwany obrót, gdy w majątku pojawia się baron Koloman Żupan, bogaty ziemianin z Varaždinu, jedyny z żupanów od czasów Ludwika Węgierskiego. O swych zaręczynach przeczytał w gazecie. Zaintrygowany postanowił sprawdzić, o co właściwie chodzi. Widząc urodę hrabiny, pragnie teraz wyegzekwować jej anons (duet: Ach, jedź do Varaždin – Komm mit nach Varasdin).
Rozbawiona sytuacją Marica pozwala na razie grać Żupanowi rolę jej narzeczonego. Zakochany w niej Tassilo odmawia udziału w bankiecie zaręczynowym. Hrabina posyła mu więc butelkę szampana. Upokorzony Tassilo śpiewa smętną pieśń Graj Cyganie, graj Cyganie (Auch ich war einst – Komm, Zigan). Wyszedłszy przed pałac Marica słyszy tę pieśń i prosi Tassila, by zaśpiewał ją gościom. On jednak odmawia. Rozdrażniona Marica wypowiada mu więc służbę. Jej towarzystwo, z Populescu i Żupanem, wybiera się do Budapesztu, by w tamtejszych lokalach zakończyć noc. Maricę zatrzymuje Cyganka Mina, która wróży jej, że jeszcze tej nocy spotka swą miłość. Zaintrygowana Marica zostaje. Przyjaciele odjeżdżają, hrabina spotyka Tassila. Dla niej chętnie powtarza swą pieśń. Śpiewają więc razem Graj Cyganie.

### Akt II

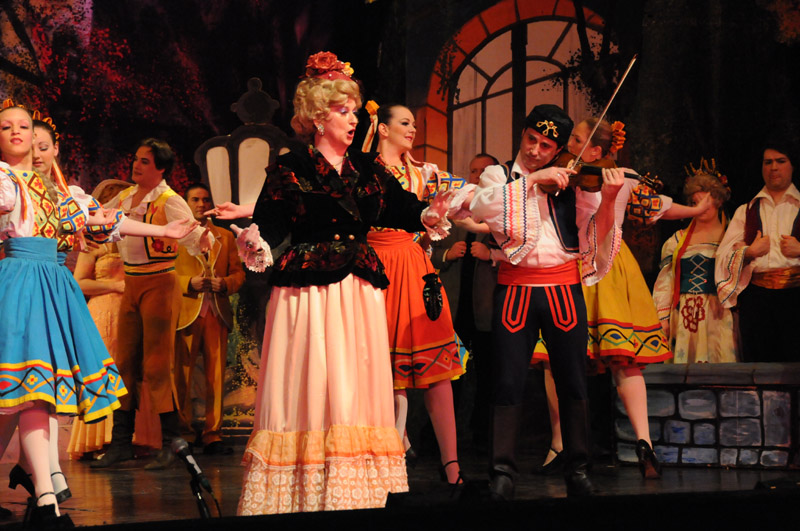
Hrabina Marica w wykonaniu zespołu Matelots de la Dendre

Miesiąc minął na zabawach. Tassilo ostatecznie pozostał na posadzie, stając się ulubieńcem przebywających w majątku kobiet, niezastąpionym towarzyszem zabaw i spacerów. Żupan, przekonawszy się, że nie ma u Maricy żadnych szans, zwrócił się ku Lizie, u której, jak sądzi, wzbudził wzajemność. Marica wciąga Tassila w coraz głębszy flirt, który kończy się miłosnym wyznaniem obojga. Ich rozmowę przerywa jednak Żupan, który przychodzi prosić o zwrócenie mu słowa. Na drodze ich związku stoi bowiem zasadnicza przeszkoda: hrabina jest bardzo bogata, a jego dziadek zapisał mu majątek pod warunkiem, że Żupan ożeni się z biedną dziewczyną. Marica bez trudności zwalnia go z danego słowa
Tymczasem kroi się nowa zabawa. Hrabia Populescu sprowadził z Budapesztu tancerki i muzyków. Korzystając z zamieszania, Tassilo chce wysłać kamerdynera z listem do Karola. Pisze w nim, jak ciężko mu wytrwać w dobrowolnie przyjętej roli, lecz idzie przecież o posag o zapewnienie lepszej przyszłości... Niedokończony list wpada w ręce Maricy. Marica rozumie z listu, że Tassilo poluje na jej posag, że udaje miłość, aby zdobyć jej majątek. Zawiedziona i rozgoryczona obraża Tassila rzucając mu w twarz pieniądze: Tysiąc! Dwakroć sto tysięcy... Czy wystarczy już, czy nie? Gdy za mało, to dam więcej. Jak pan otaksował mnie?.
Na tę scenę wchodzi Liza, zrozpaczona tuli się do brata. Dalej nie ma sensu się ukrywać. Całe towarzystwo ze zdumieniem dowiaduje się, że Liza i Tassilo są rodzeństwem. Marica pojmuje swój błąd, chce zatrzymać ukochanego, ale na próżno.

### Akt III
W nocy Żupan i Populescu zobowiązali się przejąć po Tassilu obowiązki rządcy i teraz szukają go, aby wybawił ich z kłopotu. Tassilo zwolnił się już jednak z pracy i gotuje się do wyjazdu. Nieoczekiwanie zjawia się jednak ciotka Cudenstein. Całkiem niedawno dowiedziała się o kłopotach finansowych siostrzeńca. Odkupiła więc rodzinne dobra i sprowadziła do pałacu dawną służbę. Marica może porzucić wszelkie wątpliwości. Tassilo śmiało już teraz wyznaje Maricy swą miłość, a ona go przyjmuje. Liza i Koloman też doszli do porozumienia i Żupan zabiera swą wybrankę do Varaždin. Ciotka błogosławi dwóm szczęśliwym parom.

## O operetce
Hrabina Marica to drugi po Księżniczce czardasza wielki sukces Kálmána. Kálmán raz jeszcze udowodnił, że znakomicie czuje się w węgierskich rytmach, imponując bogactwem efektownych łatwych do zapamiętania melodii. Szereg arii i duetów Maricy do dziś cieszy się niesłabnącą popularnością: piosenka Maricy z aktu Gdzie mieszka miłość, duet Żupana i Maricy Ach jedź do Varaždin, a przede wszystkim Graj Cyganie Tassila. Jednocześnie nie brak w utworze elementów epigońskich. Postać barona Żupana-bis, wzięta została z operetki Straussa. W intrydze libreciści nawiązują do wątków Wesołej wdówki, nawet przez dobór imienia głównego bohatera Tassila, odwołującego się do Lehárowskiego Daniły.

## Nagrania
- 1971 – EMI – Moser, Miljakovic, Rothenberger, Gedda, Brokmeier, Böhme, dyr. Mattes
- 1962 – Acanta (przekrój) – Hartung, Wunderlich, Kusche, dyr. Marszałek
- Polskie Nagrania (przekrój) – Teresa Żylis-Gara, Agnieszka Kossakowska, Bogdan Paprocki, Zdzisław Nikodem[7]